# Xanthophyto versicolor
Xanthophyto versicolor är en tvåvingeart som först beskrevs av Wulp 1890.  Xanthophyto versicolor ingår i släktet Xanthophyto och familjen parasitflugor. Inga underarter finns listade i Catalogue of Life.